# Song Duanzong
Song Duanzong (zijn persoonlijke naam was Zhao Shi) (1268 - 1278) was keizer van de Chinese Song-dynastie (960-1279). Hij regeerde van 1276 tot 1278 als kind, nadat zijn veel oudere broer Song Gongdi in de hoofdstad Hangzhou achterbleef en hem tot keizer benoemde toen hij met zijn broertje naar Lantau vluchtte voor de Mongolen van Kublai Khan. Op vlucht viel Song Duangzong uit de boot en werd gered, maar hij werd ziek en overleed, waarna zijn jonger broertje Song Bingdi hem als keizer opvolgde.
Noordelijke Song: Taizu · Taizong · Zhenzong · Renzong · Yingzong · Shenzong · Zhezong · Huizong · Qinzong

Zuidelijke Song: Gaozong · Xiaozong · Guangzong · Ningzong · Lizong · Duzong · Gongdi · Duanzong · Bingdi